# Johannes Lamparter
Johannes Lamparter (8 november 2001) is een Oostenrijkse noordse combinatieskiër.

## Carrière
Lamparter maakte zijn wereldbekerdebuut op 22 december 2018 in Ramsau. Een dag later scoorde hij aldaar zijn eerste wereldbekerpunten. In februari 2019 behaalde de Oostenrijker in Klingenthal zijn eerste toptienklassering in een wereldbekerwedstrijd. In november 2020 stond Lamparter in Kuusamo voor de eerste maal in zijn carrière op het podium van een wereldbekerwedstrijd. Op de wereldkampioenschappen noordse combinatie 2021 in Oberstdorf veroverde hij de wereldtitel op de gundersen grote schans, op de gundersen normale schans eindigde hij op de zevende plaats. Op de teamsprint werd hij samen met Lukas Greiderer wereldkampioen, samen met Lukas Klapfer, Mario Seidl en Lukas Greiderer sleepte hij de bronzen medaille in de wacht in de landenwedstrijd.

## Resultaten

### Wereldkampioenschappen
| Jaar | Plaats     | Resultaten                                         |
| ---- | ---------- | -------------------------------------------------- |
| 2021 | Oberstdorf | 7e Gundersen NH · Gundersen LH · Team · Teamsprint |

### Wereldbeker
Eindklasseringen
| Seizoen   | Plaats |
| --------- | ------ |
| 2018/2019 | 37e    |
| 2019/2020 | 28e    |
| 2020/2021 | 6e     |